# In Holland staat een huis (hoorspel)
In Holland staat een huis was een muzikaal hoorspel, dat tussen 13 oktober 1952 en 21 april 1958 twee keer per maand uitgezonden werd door de VARA. Het was een van de populairste Nederlandse radioprogramma's in die tijd. 

## Concept
De hoofdfiguren in de serie waren de leden van de familie Doorsnee, de mopperende vader en sussende moeder en hun rebelse kinderen Rob en Liesbeth. Andere vaste figuren waren werkster Sjaan en haar (politie)man Willem. De serie werd vaak simpelweg "De Familie Doorsnee" genoemd, maar dit was nooit de officiële naam van de reeks.
De teksten werden geschreven door Annie M.G. Schmidt en de muziek werd gecomponeerd door Cor Lemaire. Bekende liedjes uit de serie waren onder andere Ik ben Alie Cyaankali, Geachte cliënten, 't wordt lente, Met Willem naar de fillem en Als moeder jarig is. De uitzendingen werden gepresenteerd door Wim Ibo. Gastrollen waren er onder andere voor Mary Dresselhuys en Coen Flink, die de eerste homoseksuele rol, die van assistent boekverkoper, op de Nederlandse radio speelde.

## Rolverdeling
- Vader Doorsnee - Cees Laseur
- Moeder Doorsnee - Sophie Stein
- Rob - Kees Brusse
- Liesbeth - Lia Dorana
- Sjaan - Hetty Blok
- Willem - Jo Vischer jr.

## Vervolg
In 1961 schreef Schmidt een vervolg op het programma. Het werd gesponsord door de Nederlandse Horecabedrijven en was te horen bij de commerciële zender Radio Luxembourg. De hoofdrollen werden vertolkt door Kees Brusse, Mieke Verstraete, Hetty Blok en Sophie Stein.